# Gajanejos
Gajanejos è un comune spagnolo di 50 abitanti situato nella comunità autonoma di Castiglia-La Mancia.